# Tiszta udvar, rendes ház
A Tiszta udvar, rendes ház a Republic stúdióalbuma 2008-ból.

## Dalok
1. Hintőpor (instrumentális)(Tóth Zoltán)
2. Róma (Boros Csaba–Tóth Zoltán)
3. Egy balta száll (Cipő)
4. Ne válaszolj, ne kérdezz (Boros Csaba–Bódi László)
5. Kék hotel (Bódi László–Gráf Légrádi Balázs verse)
6. Hosszú haj, hülye zene (Bódi László)
7. Párizsban (Tóth Zoltán)
8. A folyó ölel tovább (Boros Csaba)
9. Hami-hami, hami-hami (Patai Tamás–Bódi László)
10. A fák az égig érnek (Patai Tamás–Bódi László)
11. Ezer kincs, ezer nyár (Tóth Zoltán)
12. A lassú képek városa (Tóth Zoltán)

## Közreműködtek
- Tóth Zoltán – Fender Telecaster gitár, A90 Roland Master keyboard, zongora, ének, vokál, egyebek
- Patai Tamás – Fender Stratocaster, Fender Telecaster, Music Man silhouette gitárok, akusztikus gitár, vokál
- Nagy László Attila – Gretch dobok, Roland TD20, ütőhangszerek
- Boros Csaba – Fender Aerodyne Jazz basszusgitár, zongora, ének, vokál
- „Cipő” – ének, zongora
- Szabó András – hegedű
- Halász Gábor – Takamine EF261San, Aria Sandpiper akusztikus gitárok
- „Brúnó” Mátthé László – csörgő, kolomp
- Szatai Gábor – ének
- Dombóváry József, Tóth Evelin  – vokál

## Toplistás szereplése
Az album a Mahasz Top 40-es eladási listáján 19 hétig szerepelt, legjobb helyezése 7. volt. A 2008-as éves összesített listán eladott példányszámok alapján a 24. helyen végzett.